# 4e régiment du génie
Le 4e régiment du génie est un régiment du génie français, c'est-à-dire une unité spécialisée dans le génie militaire de l'armée française.

## Création et différentes dénominations
- Créé le 10 novembre 1875
- Devient le Dépôt de guerre n° 4 le 3 septembre 1939
- En 1940, les traditions du 4e régiment du génie sont reprises par le 4e bataillon du génie alpin de l'armée d'armistice.
- Recréé le 1er janvier 1945 du Centre d’Organisation du Génie - COG 514. Le 1er janvier 1946, le COG 514 devient le 4e régiment du génie.
- Dissous le 31 juillet 1993
- Recréé le 1er janvier 1994.
- Dissous le 30 juin 1999

## Chefs de corps
- 1935-1938 : Colonel Hanoteau
- 1954-1956 : Lieutenant-colonel Lopin
- 1956-1958 : Colonel Raoul du Pouget de Nadaillac
- 1958-1960 : Colonel Schilling
- 1960-1962 : Colonel Lefebvre
- 1962 : Colonel Haffner
- 1963-1965 : Colonel Roux
- 1965-1968 : Colonel Claveau
- 1968-1970 : Colonel Girard
- 1970-1972 : Colonel Rousseau
- 1972-1974 : Colonel Perrot
- 1974-1976 : Colonel Madec
- 1976-1978 : Colonel Granger
- 1978-1980 : Colonel Rhein
- 1980-1982 : Colonel Dion
- 1982-1984 : Colonel Labarre
- 1984-1986 : Colonel Augé
- 1986-1988 : Colonel Novello
- 1988-1990 : Colonel Finot
- 1990-1992 : Colonel Augarde
- 1992-1993 : Colonel Barthet
- 1994 : Colonel Weck
- 1994-1997 : Colonel Dorange-Patoret
- 1997-1999 : Colonel Campiglio

## Historique
Le 4e régiment du génie est créé à Arras le 10 novembre 1875, selon une décision prise le 26 juin. Le jour même de sa formation, il part pour Grenoble.
Le nouveau régiment est constitué de quatre bataillons :
- les 7e et 8e bataillons du génie, formés par le 3e régiment du génie,
- le 13e bataillon du génie, formé par le 1er régiment du génie,
- les 14e et 15e bataillons du génie, formés par le 2e régiment du génie.

Régiment destiné à soutenir les opérations dans les Alpes, il est spécialisé dans le maintien des communications en zone de montagne. Il dispose à ce titre de trains muletiers et il met en œuvre des matériels qui lui sont propres[réf. nécessaire].
En 1894, le génie est réorganisé et le régiment devient constitué des 7e, 8e et 14e bataillons du génie.

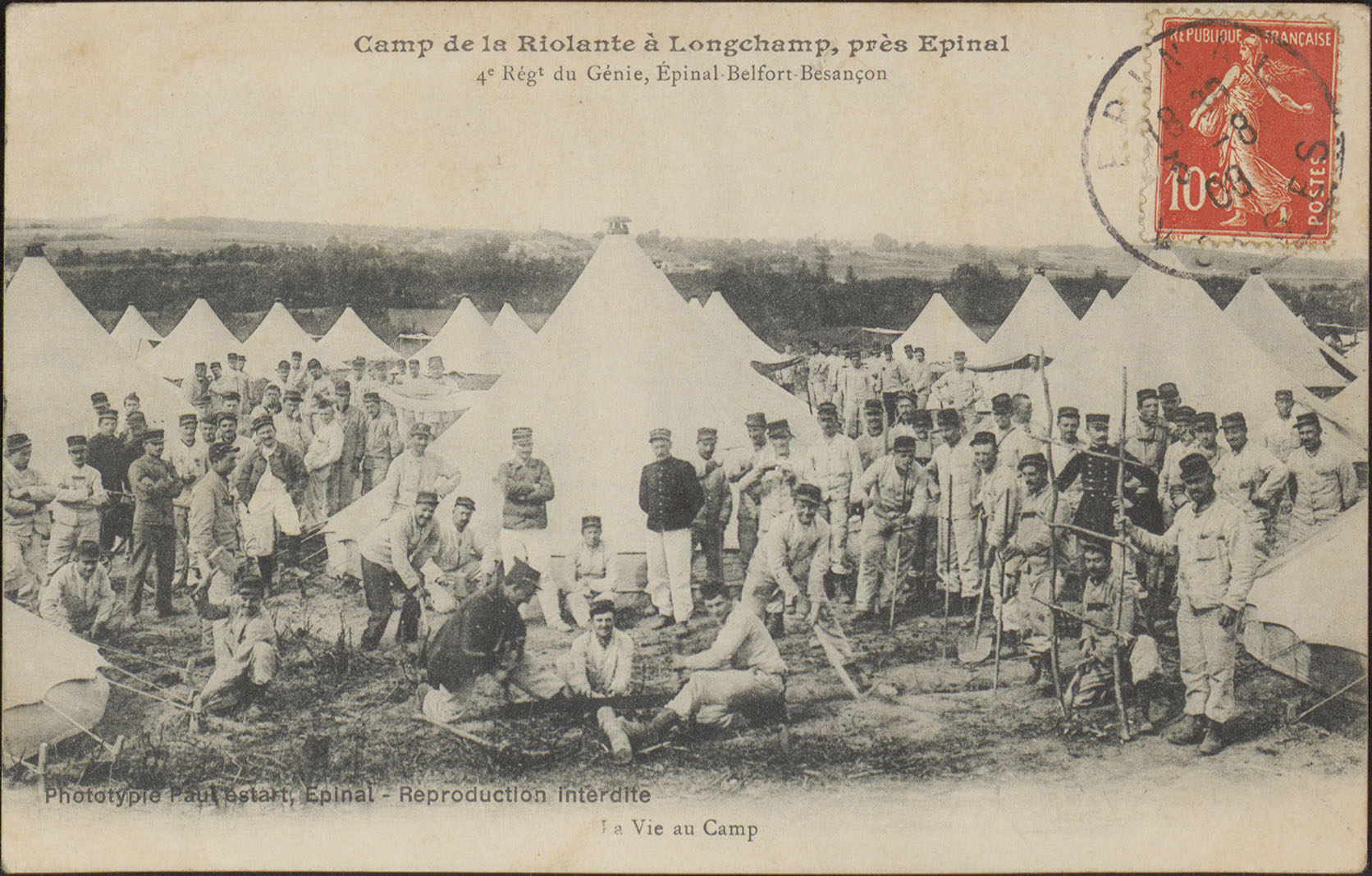
Camp de la Riolante à Longchamp (Vosges), près d'Épinal vers 1909 (photographie Paul Testart).

Depuis 1901 la Place de Belfort dépend de ce régiment qui y détache son 7e bataillon. Réorganisé le 1er mai 1914, le régiment perd le 7e bataillon qui devient une unité formant corps, mais reçoit en renfort le 13e bataillon du 7e régiment du génie.

### Première Guerre mondiale

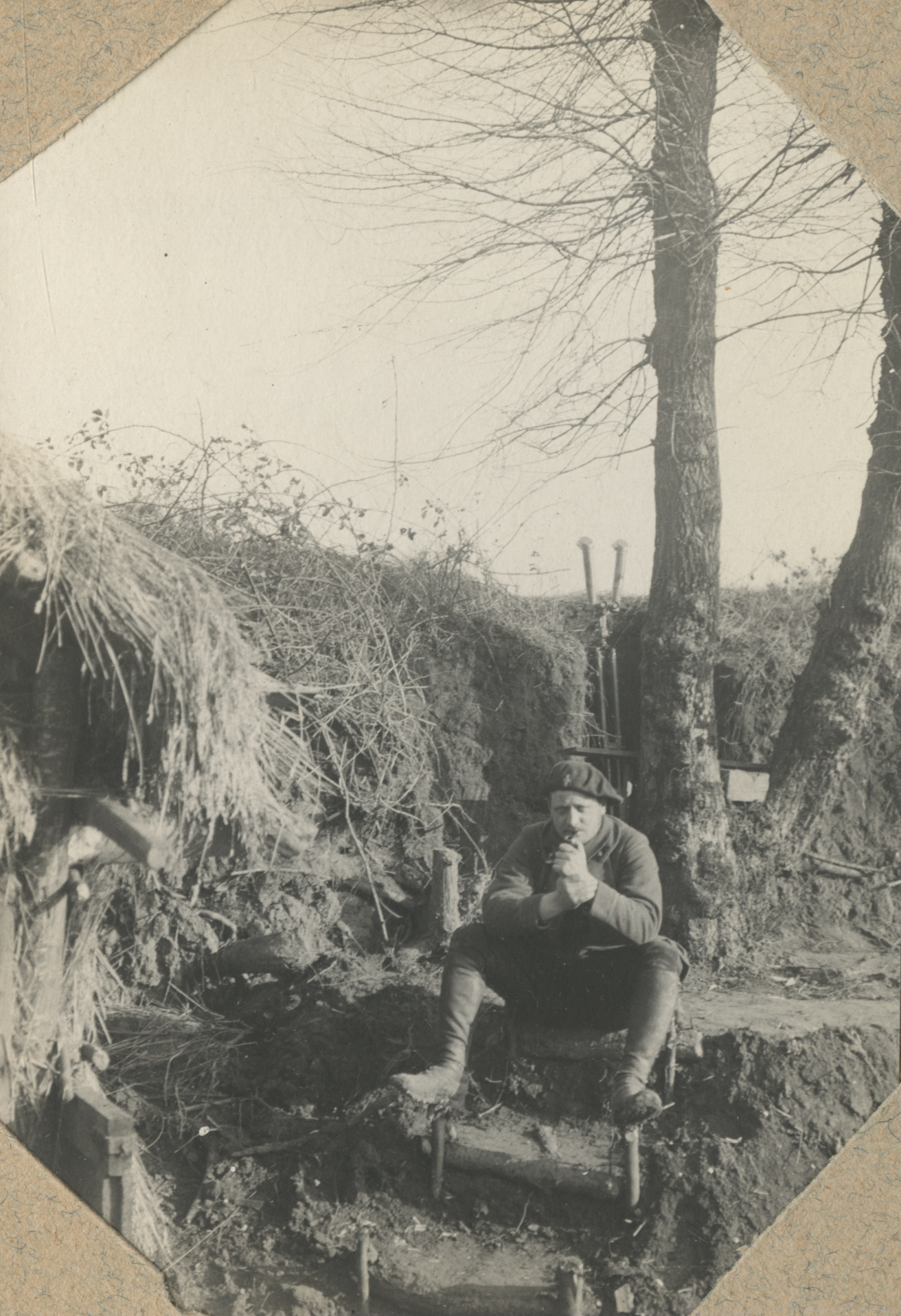
Le lieutenant Lamandière de la compagnie 14/2, devant un observatoire du, février 1915.

En garnison à Grenoble, à la déclaration de la guerre, il entre en guerre avec les 8e, 13e et 14e bataillons structurés en compagnies divisionnaires et de corps d'armée . Le rattachement de ses unités, à la mobilisation, est le suivant :
- Compagnie 8/1 : Ire Armée / 7e Corps d'Armée / 15e Division d'Infanterie
- Compagnie 8/2 : Ire Armée / 7e Corps d'Armée / 16e Division d'Infanterie
- Compagnie 8/3 : Ire Armée / 8e Corps d'Armée / 15e Division d'Infanterie
- Compagnie 8/4 : Ire Armée / 8e Corps d'Armée
- Compagnie 8/16 : Ire Armée / 8e Corps d'Armée
- Compagnie 8/21 : Ire Armée / 8e Corps d'Armée
- Compagnie 8/22 : Ve Armée / 3e Corps d'Armée / 37e Division d'Infanterie
- Compagnie 13/1 : Ire Armée / 13e Corps d'Armée / 25e Division d'Infanterie
- Compagnie 13/2 : Ire Armée / 13e Corps d'Armée / 26e Division d'Infanterie
- Compagnie 13/3 : Ire Armée / 13e Corps d'Armée
- Compagnie 13/4 : Ire Armée / 13e Corps d'Armée
- Compagnie 13/13 : Ire Armée / 7e Corps d'Armée / 63e Division d'Infanterie
- Compagnie 13/14 : Ire Armée / 16e Corps d'Armée / 74e Division d'Infanterie
- Compagnie 13/16 : Ire Armée / 13e Corps d'Armée
- Compagnie 13/19 : Ire Armée / 7e Corps d'Armée / 63e Division d'Infanterie
- Compagnie 13/21 : Ire Armée / 13e Corps d'Armée
- Compagnie 13/24 : Ire Armée / 7e Corps d'Armée / 63e Division d'Infanterie
- Compagnie 14/1 : Ire Armée / 14e Corps d'Armée / 27e Division d'Infanterie
- Compagnie 14/2 : Ire Armée / 14e Corps d'Armée / 28e Division d'Infanterie
- Compagnie 14/3 : Ire Armée / 14e Corps d'Armée
- Compagnie 14/6 : Ire Armée / 14e Corps d'Armée
- Compagnie 14/16 : Ire Armée / 14e Corps d'Armée
- Compagnie 14/21 : Ire Armée / 14e Corps d'Armée
- Compagnie 20/11 : IIe Armée / 20e Corps d'Armée / 70e Division d'Infanterie
- Compagnie 20/17 : IIe Armée / 20e Corps d'Armée / 70e Division d'Infanterie
- Compagnie 20/22 : IIe Armée / 20e Corps d'Armée / 70e Division d'Infanterie
- Compagnie 38/17 : Ve Armée / 3e Corps d'Armée / 37e Division d'Infanterie
- Sapeurs Cyclistes : 6e Division de Cavalerie

#### 1914
Le 4e RG est en garnison à Grenoble, il sert l'armée des Alpes. À ce titre, ses compagnies territoriales se répartissent dans les forteresses alpines face à l'Italie en août 1914. Ces compagnies de forteresses ne restent pas « face à l'Est » très longtemps et dès la fin octobre 1914 quittent les Alpes et sont mises à la disposition des corps d'armée.
- 19 août : Bataille de Dornach

#### 1915
Les compagnies du Génie : 6/4, 6/4bis, 4/13, 14/15, renforcées à partir du 16 mars des compagnies 6/1 et 6/1bis sont engagées aux Eparges en 1915.
Du 30 septembre 1915 au 30 mars 1916 la Cie 14/15 reste en secteur sans discontinuer et sera détachée au profit des Divisions d'Infanterie qui viennent à tour de rôle occuper le secteur des Eparges
- 17 au 21 février — cité à l’ordre de l’armée, unités ou fractions d'unités :

Compagnie 14/15 du 4e régiment du génie : "sous les ordres du capitaine Gunther et des sous-lieutenants Fallard et Jamet, chargée depuis plusieurs mois des travaux d’attaque d’une position fortifiée, a montré une endurance exceptionnelle au cours de travaux pénibles et périlleux. Lors de l’attaque, a fait preuve pendant quatre journées d’un entrain et d’une bravoure remarquables." .
- la 14/15 est de nouveau citée à l'ordre de l'Armée le 27 octobre 1915 :

"Sous la puissante impulsion du Capitaine Gunther, a donné des preuves d’un dévouement absolu et du plus grand courage en organisant, par un travail soutenu de nuit et de jour, du 13 au 22 octobre, des entonnoirs de mine, sous un feu de mousqueterie et d’artillerie des plus violents."

#### 1916
- Verdun

#### 1918

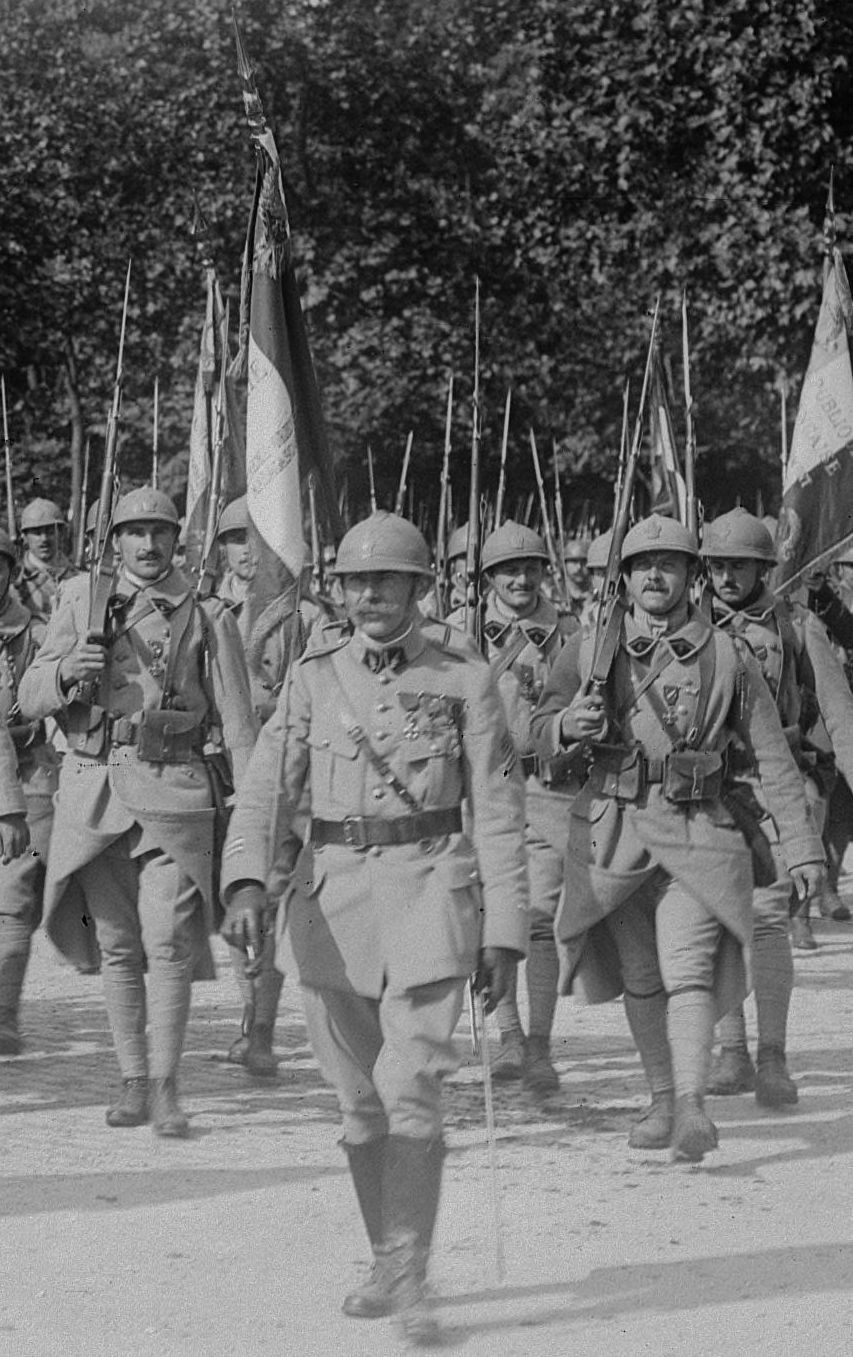
Le détachement du 4e régiment du génie au défilé de la victoire le 14 juillet 1919 sur les Champs-Élysées.

- Champagne, L'Aisne, Belgique.

### Entre-deux-guerres
- 1925 : Seconde Guerre du Rif - Maroc

En 1929, le régiment est renforcé par deux compagnies de sapeurs de communication (sapeurs téléphéristes) et par une partie des hommes du 2e régiment du génie dissous.

### Seconde Guerre mondiale
- Avril-mai 1940 : bataille de Narvik avec le corps expéditionnaire en Scandinavie et la 13e demi-brigade de Légion étrangère.
- 1940 :
  - 25 au 30 mai 1940 Poche de Lille

- Les sapeurs du 4e régiment du génie et son chef de section forment un important noyau actif de la 1re compagnie du génie des FFL

### Depuis 1945

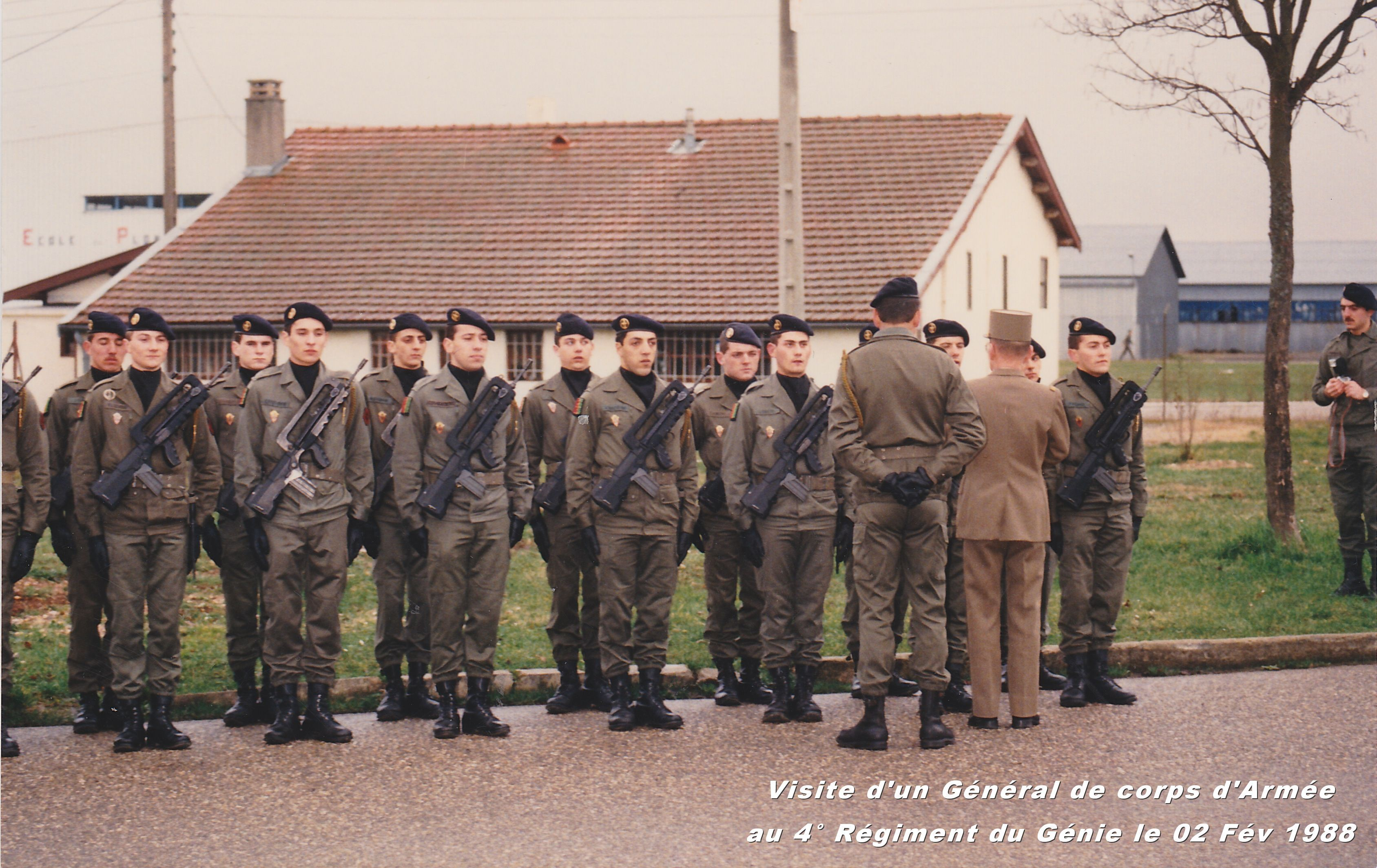
Visite d'un général de corps d'armée au 4e régiment du génie, le 2 février 1988

- Le 4e Génie n'a pas participé directement à la guerre d'Algérie, il a servi de réservoir en gradés et sapeurs. Le régiment se dotera du centre d'instruction du génie no 4 pour répondre à ces besoins.

- Le 1er janvier 1994 recréation du 4e RG par changement d'appellation du 7e bataillon du génie de la division alpine (7e BDGA).
Régiment du Génie des Alpes, intégré à la 27e division d'Infanterie de Montagne, le 7e BDGA conserve les traditions des Alpins et la garde du drapeau du 4e RG. Ce régiment est situé dans le quartier Sergent Bobillot, au camp de La Valbonne, dans l'Ain[5].
Il fournit de nombreux effectifs en ex-Yougoslavie lors du mandat Forpronu.
En même temps ne pas oublier la tragédie qui s'est déroulée dans le secteur des monts Igman, en ex-Yougoslavie, en 1995, entraînant la mort de neuf casques bleus français, dont huit faisaient partie du 4e RG.
Le mercredi 26 mai 1999, se déroulait sur la place d'Armes du 4e régiment du Génie stationné à La Valbonne, une grande et belle cérémonie de dissolution du régiment.

## Drapeau

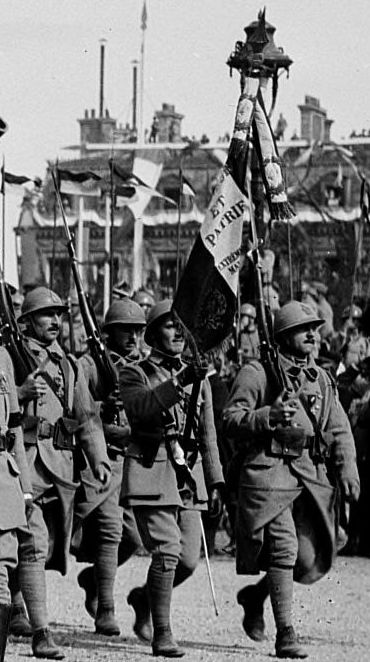
Le drapeau du 4e régiment du génie défilant le 14/7/1919.

Il porte, cousues en lettres d'or dans ses plis, les inscriptions:
- Extrême-Orient 1884-1885
- Madagascar 1895
- Champagne 1915-1918
- Verdun 1916
- L'Aisne 1917-1918
- Belgique 1918

## Décorations
Les Compagnies du 4e régiment du génie ont reçu la fourragère aux couleurs du ruban de la Croix de guerre 1914-1918 avec une citation à l'ordre du corps d'armée no 196 du 18 novembre 1916:
- Compagnies 14/5 et 14/15 (05/06/1916)
- Compagnies 8/7 et 8/57 (04/04/1918)
- Compagnie 14/13 (23/11/1918)
- Compagnies 14/2 et 14/52 (07/01/1919)
- Compagnies 13/14 et 13/64 (31/01/1919)
- Compagnie 14/6 (09/02/1919)
- Compagnie 13/2 du (17/02/1919)

NB : seule l'unité citée, en l'occurrence la compagnie, a droit au port de ses décorations.

## Devise
Parfois détruire, Souvent construire, Toujours servir.

## Insigne

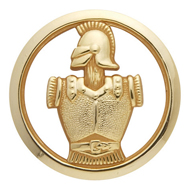
Insigne de béret du génie

Écu jaune chargé d’une cuirasse et d’un pot en tête noirs, sommés d’un dauphin bleu et rouge.

## Personnalités ayant servi au4eRG
- Le régiment célèbre chaque année la mémoire du Sergent Bobillot, né à Paris en 1860, décédé à Hanoï le 18 mars 1885, d'abord journaliste, engagé à 20 ans au 4e régiment du génie. Sergent durant la Guerre franco-chinoise, il se distingue par son courage lors du siège de Tuyên Quang où il est grièvement blessé. Décédé un mois plus tard à l'hôpital d'Hanoï, il devient rapidement un héros colonial, symbole du patriotisme promu par la Troisième République. Ses cendres ont été ramenées en France en 1966[7].
- Jean Desmaisons, compagnon de la Libération, sous-lieutenant d'active en septembre 1939, il prend part à l'expédition de Norvège en mai 1940. Il rallie le 26 juin 1940 les Forces françaises libres à Londres[8]
- Jacques Théodore Saconney, général et précurseur aéronaute.
- Jean Pichat (1913-1942), résistant, Compagnon de la Libération.
- Jean Parier (1936-2008), industriel et inventeur, président de la Société Lyonnaise des Inventeurs et Artistes Industriels.

## Sources et bibliographie
- Historique du 4e régiment du génie pendant la campagne 1914-1918 sur Gallica
- Service historique de l'état-major des armées, Les Armées françaises dans la Grande guerre, Paris, Impr. nationale, 1922-1934, onze tomes subdivisés en 30 volumes (BNF 41052951) :
  - AFGG, vol. 2, t. 10 : Ordres de bataille des grandes unités : divisions d'infanterie, divisions de cavalerie, 1924, 1092 p. (lire en ligne)
- Manuel complet de fortification par H. Plessix et É. Legrand-Girarde, 3e édition, 1909 la 4e partie, pages 743 et suivantes, traite de l'organisation du génie, des missions et travaux du génie